# Laboulbenia nebriae
Laboulbenia nebriae är en svampart som beskrevs av Peyr. 1871. Laboulbenia nebriae ingår i släktet Laboulbenia och familjen Laboulbeniaceae.  Arten är reproducerande i Sverige. Inga underarter finns listade i Catalogue of Life.